# 魯達 (卡緬涅茨-波多利斯基區)
48°33′21″N 26°34′3″E / 48.55583°N 26.56750°E
魯達（烏克蘭語：Руда），是烏克蘭的村落，位於該國西部赫梅利尼茨基州，由卡緬涅茨-波多利斯基區負責管轄，始建於1422年，面積1.87平方公里，2001年人口749，人口密度每平方公里399.7人。